# 사라 라세즈

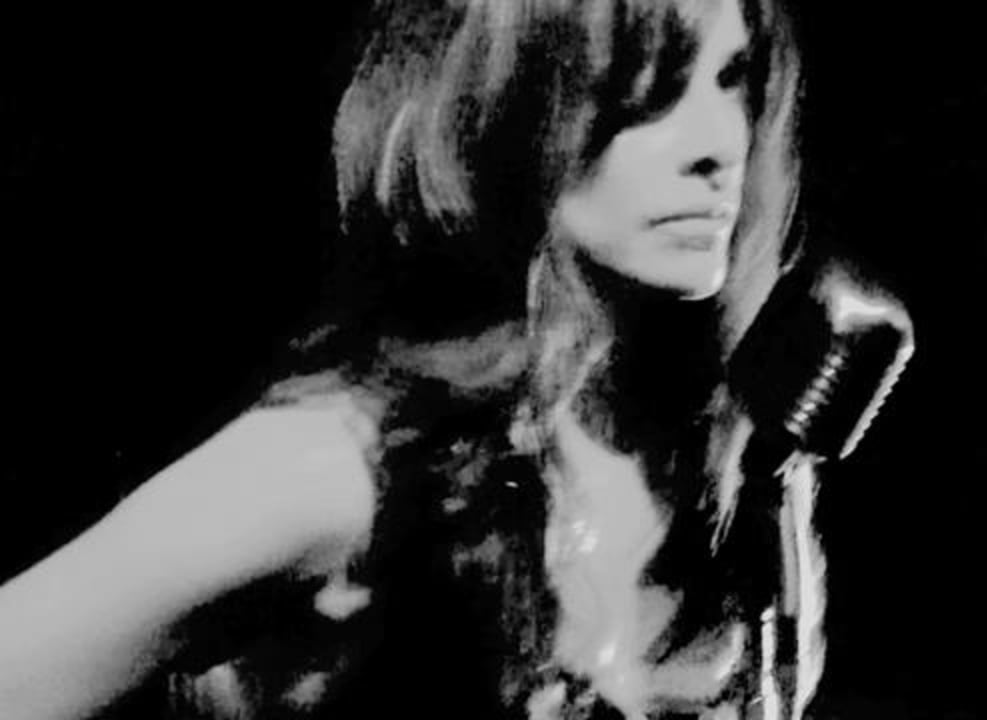

사라 라세즈(Sarah Lassez)는 1977년 6월 22일 캐나다의 배우, 작가이다.
셰르브루크에서 태어났다.

## 영화
- 더 데드 인사이드 (2011년)
- 엘오 (2009년)
- 매드 카우걸 (2006년) - 테레즈 역
- Until the Night (2004) - 카리나 역
- 더 슬리피 타임 갤 (2001년)
- 페어 게임 2 (2001년)
- 잠자는 숲속의 공주들 (1999년)
- 아웃피터스 (1999년) - 코니 역
- 미드나잇 클라운 (1998년) - 로레인의 딸 케이트 역
- 어디에도 없는 영화 (1997년)
- 블랙아웃 (1997년)
- 맬리시우스 (1995년) - 로라 역
- 더 풋 슈팅 파티 (1994년)
- 쉐기독 (1994년)
- 미드나잇 런 - 제2탄 (1994년)
- 루스터스 (1993년) - 안젤라 에스텔 모랄레스 역